# Filtre à éléments distribués
 (juin 2022).
La mise en forme du texte ne suit pas les recommandations de Wikipédia : il faut le « wikifier ».
Les points d'amélioration suivants sont les cas les plus fréquents. Le détail des points à revoir est peut-être précisé sur la page de discussion.
- Les titres sont pré-formatés par le logiciel. Ils ne sont ni en capitales, ni en gras.
- Le texte ne doit pas être écrit en capitales (les noms de famille non plus), ni en gras, ni en italique, ni en « petit »…
- Le gras n'est utilisé que pour surligner le titre de l'article dans l'introduction, une seule fois.
- L'italique est rarement utilisé : mots en langue étrangère, titres d'œuvres, noms de bateaux, etc.
- Les citations ne sont pas en italique mais en corps de texte normal. Elles sont entourées par des guillemets français : « et ».
- Les listes à puces sont à éviter, des paragraphes rédigés étant largement préférés. Les tableaux sont à réserver à la présentation de données structurées (résultats, etc.).
- Les appels de note de bas de page (petits chiffres en exposant, introduits par l'outil «  Source ») sont à placer entre la fin de phrase et le point final[comme ça].
- Les liens internes (vers d'autres articles de Wikipédia) sont à choisir avec parcimonie. Créez des liens vers des articles approfondissant le sujet. Les termes génériques sans rapport avec le sujet sont à éviter, ainsi que les répétitions de liens vers un même terme.
- Les liens externes sont à placer uniquement dans une section « Liens externes », à la fin de l'article. Ces liens sont à choisir avec parcimonie suivant les règles définies. Si un lien sert de source à l'article, son insertion dans le texte est à faire par les notes de bas de page.
- La présentation des références doit suivre les conventions bibliographiques. Il est recommandé d'utiliser les modèles {{Ouvrage}}, {{Chapitre}}, {{Article}}, {{Lien web}} et/ou {{Bibliographie}}. Le mode d'édition visuel peut mettre en forme automatiquement les références.
- Insérer une infobox (cadre d'informations à droite) n'est pas obligatoire pour parachever la mise en page.

Pour une aide détaillée, merci de consulter Aide:Wikification.
Si vous pensez que ces points ont été résolus, vous pouvez retirer ce bandeau et améliorer la mise en forme d'un autre article.
Pour les articles homonymes, voir filtre.
Un filtre à éléments distribués est un filtre électronique dans lequel la capacité, l'inductance et la résistance (les éléments du circuit) ne sont pas localisées dans des condensateurs, des inducteurs et des résistances discrets comme dans les filtres classiques. Son but est de laisser passer une gamme de fréquences de signaux, mais d'en bloquer d'autres. Les filtres conventionnels sont construits à partir d'inductances et de condensateurs, et les circuits ainsi construits sont décrits par le modèle à éléments localisés, qui considère que chaque élément est "localisé" à un endroit. Ce modèle est simple d'un point de vue conceptuel, mais il devient de moins en moins fiable lorsque la fréquence du signal augmente ou, de manière équivalente, lorsque la longueur d'onde diminue. Le modèle à éléments distribués s'applique à toutes les fréquences et est utilisé dans la théorie des lignes de transmission ; de nombreux composants à éléments distribués sont constitués de courtes longueurs de lignes de transmission. Dans la vision distribuée des circuits, les éléments sont répartis sur la longueur des conducteurs et sont inextricablement mélangés. La conception d'un filtre ne concerne généralement que l'inductance et la capacité, mais en raison de ce mélange d'éléments, ils ne peuvent pas être traités comme des condensateurs et des inductances "localisés" séparés. Il n'existe pas de fréquence précise au-dessus de laquelle les filtres à éléments distribués doivent être utilisés, mais ils sont surtout associés à la bande des micro-ondes (longueur d'onde inférieure à un mètre).
Les filtres à éléments distribués sont utilisés dans de nombreuses applications similaires à celles des filtres à éléments localisés, telles que la sélectivité du canal radio, la limitation de bande (en) de bruit et le multiplexage de nombreux signaux sur un canal. Les filtres à éléments distribués peuvent être construits pour avoir n'importe laquelle des formes de bande possibles avec des éléments localisés (passe-bas, passe-bande, etc.), à l'exception du passe-haut, qui n'est généralement qu'approximatif. Toutes les classes de filtres utilisées dans les conceptions à éléments localisés (Butterworth, Tchebychev, etc.) peuvent être mises en œuvre en utilisant une approche à éléments distribués.
Il existe de nombreuses formes de composants utilisés pour construire des filtres à éléments distribués, mais tous ont la propriété commune de provoquer une discontinuité (en) sur la ligne de transmission. Ces discontinuités présentent une impédance réactive à un front d'onde se déplaçant le long de la ligne, et ces réactances peuvent être choisies par conception pour servir d'approximations pour des inducteurs, des condensateurs ou des résonateurs localisés, selon les besoins du filtre.
Le développement des filtres à éléments distribués a été stimulé par les besoins militaires en matière de radar et de contre-mesures électroniques pendant la Seconde Guerre mondiale. Des filtres analogiques à éléments groupés avaient été développés depuis longtemps, mais ces nouveaux systèmes militaires fonctionnaient à des fréquences micro-ondes et de nouvelles conceptions de filtres étaient nécessaires. À la fin de la guerre, la technologie a trouvé des applications dans les liaisons hyperfréquences utilisées par les compagnies de téléphone et d'autres organisations disposant de vastes réseaux de communication fixes, comme les diffuseurs de télévision. Aujourd'hui, on retrouve cette technologie dans plusieurs produits de consommation de masse, tels que les convertisseurs (la figure 1 en donne un exemple) utilisés avec les antennes de télévision par satellite.

## Remarques générales

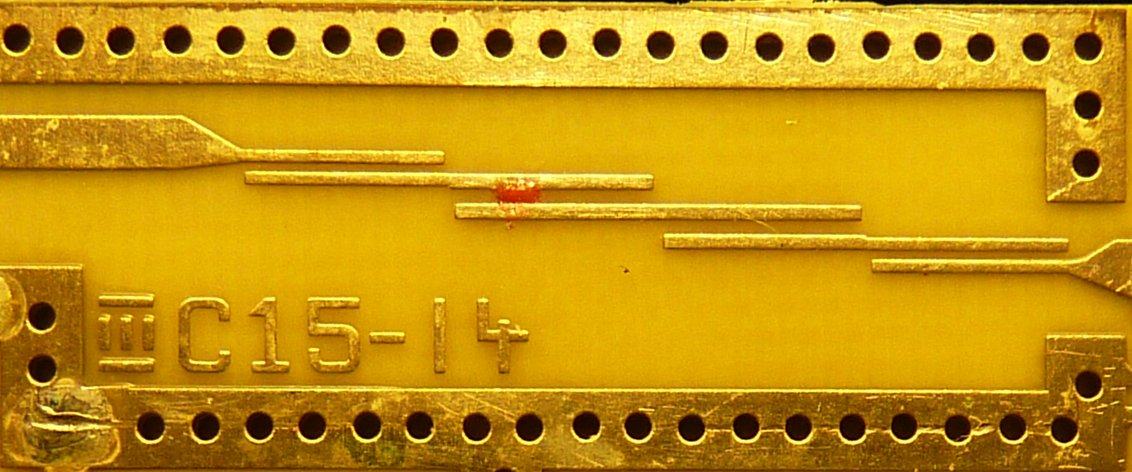
Figure 2. Un filtre à lignes parallèles couplées en construction microruban.

Le symbole λ est utilisé pour signifier la longueur d'onde du signal transmis sur la ligne ou une section de ligne de cette longueur électrique.
Les filtres à éléments distribués sont principalement utilisés à des fréquences supérieures à la bande VHF (très haute fréquence) (30 à 300 MHz). À ces fréquences, la longueur physique des composants passifs représente une fraction significative de la longueur d'onde de la fréquence de fonctionnement, et il devient difficile d'utiliser le modèle classique à éléments localisés. Le moment exact où la modélisation à éléments distribués devient nécessaire dépend de la conception particulière considérée. Une règle empirique commune consiste à appliquer la modélisation à éléments distribués lorsque les dimensions des composants sont supérieures à 0,1λ. La miniaturisation croissante de l'électronique signifie que les circuits deviennent de plus en plus petits par rapport à λ. Les fréquences au-delà desquelles une approche à éléments distribués de la conception de filtres devient nécessaire sont de plus en plus élevées en raison de ces progrès. D'autre part, les dimensions des structures d'antennes sont généralement comparables à λ dans toutes les bandes de fréquences et nécessitent le modèle à éléments distribués.
La différence de comportement la plus notable entre un filtre à éléments distribués et son approximation à éléments localisés est que le premier aura de multiples répliques de la bande passante du prototype (en) à éléments localisés, car les caractéristiques de transfert des lignes de transmission se répètent à intervalles harmoniques. Ces bandes passantes parasites sont indésirables dans la plupart des cas.
Pour la clarté de la présentation, les diagrammes de cet article sont dessinés avec les composants utilisés dans le format de ligne à bandes (en). Cela ne signifie pas qu'il s'agit d'une préférence de l'industrie, bien que les formats de lignes de transmission planaires (c'est-à-dire les formats où les conducteurs sont constitués de bandes plates) soient populaires parce qu'ils peuvent être mis en œuvre à l'aide des techniques établies de fabrication de circuits imprimés. Les structures présentées peuvent également être mises en œuvre à l'aide de techniques de lignes microrubans ou de lignes à bandes enterrées (avec des ajustements appropriés des dimensions) et peuvent être adaptées aux câbles coaxiaux, aux lignes bifilaires et aux guides d'ondes, bien que certaines structures conviennent mieux à certaines mises en œuvre qu'à d'autres. Les mises en œuvre en fil ouvert, par exemple, d'un certain nombre de structures sont illustrées dans la deuxième colonne de la figure 3 et des équivalents en fil ouvert peuvent être trouvés pour la plupart des autres structures de lignes striplines. Les lignes de transmission planaires sont également utilisées dans la conception de circuits intégrés.

## Histoire
Le développement des filtres à éléments distribués a commencé dans les années précédant la Seconde Guerre mondiale. Warren P. Mason a fondé le domaine des circuits à éléments distribués (en). Un article majeur sur le sujet a été publié par Mason et Sykes en 1937. Mason avait déposé un brevet bien plus tôt, en 1927, et ce brevet contient peut-être la première conception électrique publiée qui s'éloigne de l'analyse par éléments localisés. Les travaux de Mason et Sykes étaient axés sur les formats de câbles coaxiaux et de paires de fils équilibrés - les technologies planaires n'étaient pas encore utilisées. Les technologies planaires n'étaient pas encore utilisées. De nombreux développements ont été effectués pendant les années de guerre pour répondre aux besoins de filtrage des radars et des contre-mesures électroniques. Une grande partie de ces travaux ont été réalisés au MIT Radiation Laboratory, mais d'autres laboratoires aux États-Unis et au Royaume-Uni ont également été impliqués,.
Certaines avancées importantes dans la théorie des réseaux étaient nécessaires avant que les filtres ne puissent aller au-delà des conceptions de la guerre. L'une d'entre elles était la théorie des lignes commensurables de Paul Richards (en). Les lignes commensurables sont des réseaux dans lesquels tous les éléments ont la même longueur (ou dans certains cas des multiples de la longueur unitaire), bien qu'ils puissent différer dans d'autres dimensions pour donner des impédances caractéristiques différentes. La transformation de Richards (en) permet de prendre une conception à éléments localisés "telle quelle" et de la transformer directement en une conception à éléments distribués en utilisant une équation de transformation très simple.
La difficulté de la transformation de Richards du point de vue de la construction de filtres pratiques était que la conception à éléments distribués qui en résultait incluait invariablement des éléments connectés en série. Cela n'était pas possible à mettre en œuvre dans les technologies planaires et était souvent gênant dans d'autres technologies. Ce problème a été résolu par K. Kuroda qui a utilisé des transformateurs d'impédance pour éliminer les éléments en série. Il a publié un ensemble de transformations connues sous le nom d'identités de Kuroda (en) en 1955, mais son travail était écrit en japonais et il a fallu plusieurs années avant que ses idées ne soient intégrées dans la littérature anglophone.
Après la guerre, une voie de recherche importante consistait à essayer d'augmenter la largeur de bande de conception des filtres à large bande. L'approche utilisée à l'époque (et encore utilisée aujourd'hui) consistait à partir d'un prototype de filtre (en) à éléments localisés et, par diverses transformations, à obtenir le filtre souhaité sous forme d'éléments distribués. Cette approche semblait bloquée à un Q minimum de cinq (voir Filtres passe-bande ci-dessous pour une explication du Q). En 1957, Leo Young, du SRI International, a publié une méthode de conception de filtres qui commençait par un prototype à éléments distribués. Ce prototype était basé sur des transformateurs d'impédance quart d'onde et était capable de produire des conceptions avec des largeurs de bande allant jusqu'à une octave, ce qui correspond à un Q d'environ 1,3. Certaines des procédures de Young dans cet article étaient empiriques, mais des solutions exactes ont été publiées ultérieurement. L'article de Young traite spécifiquement des résonateurs à cavité à couplage direct, mais la procédure peut également être appliquée à d'autres types de résonateurs à couplage direct, tels que ceux que l'on trouve dans les technologies planaires modernes et illustrés dans cet article. Le filtre à espace capacitif (figure 8) et le filtre à lignes couplées en parallèle (figure 9) sont des exemples de résonateurs à couplage direct.

Figure 3. Quelques structures simples de filtres planaires sont présentées dans la première colonne. La deuxième colonne montre le circuit équivalent en circuit ouvert pour ces structures. La troisième colonne est une approximation par éléments semi-compactes où les éléments marqués K ou J sont respectivement des transformateurs d'impédance ou d'admittance. La quatrième colonne montre une approximation à éléments localisés en supposant que les transformateurs d'impédance sont des transformateurs λ/4. représente une bande traversant la carte et se connectant au plan de masse situé en dessous.

L'introduction des technologies planaires imprimées a considérablement simplifié la fabrication de nombreux composants hyperfréquences, y compris les filtres, et les circuits intégrés hyperfréquences sont alors devenus possibles. On ne sait pas quand les lignes de transmission planaires sont apparues, mais des expériences les utilisant ont été enregistrées dès 1936. L'inventeur de la ligne stripline imprimée est en revanche connu ; il s'agit de Robert M. Barrett qui a publié l'idée en 1951. Le succès a été rapide et la stripline de Barrett a rapidement fait l'objet d'une concurrence commerciale féroce de la part des formats planaires rivaux, notamment la triplaque et la microbande. Le terme générique stripline dans l'usage moderne fait généralement référence à la forme alors connue sous le nom de triplate.
Les premiers filtres à résonateurs à couplage direct en stripline étaient couplés aux extrémités, mais la longueur a été réduite et la compacité augmentée successivement avec l'introduction des filtres en ligne à couplage parallèle, des filtres interdigités et des filtres en peigne. Une grande partie de ces travaux a été publiée par le groupe de Stanford dirigé par George Matthaei, et comprenant également Leo Young mentionné ci-dessus, dans un livre qui a fait date et qui sert encore aujourd'hui de référence aux concepteurs de circuits,. Le filtre en épingle à cheveux a été décrit pour la première fois en 1972,. Dans les années 1970, la plupart des topologies de filtres couramment utilisées aujourd'hui avaient été décrites. Des recherches plus récentes se sont concentrées sur des classes mathématiques nouvelles ou variantes des filtres, telles que les pseudo-elliptiques, tout en utilisant toujours les mêmes topologies de base, ou avec des technologies de mise en œuvre alternatives telles que les lignes à bandes suspendues (en) et les lignes à ailettes.
La première application non militaire des filtres à éléments distribués a été les liaisons micro-ondes utilisées par les sociétés de télécommunications pour fournir le réseau fédérateur de leurs réseaux. Ces liaisons ont également été utilisées par d'autres industries disposant de grands réseaux fixes, notamment les diffuseurs de télévision. Ces applications faisaient partie de grands programmes d'investissement. Toutefois, la fabrication en série a rendu la technologie suffisamment bon marché pour être intégrée dans les systèmes de télévision par satellite nationaux. Une application émergente est celle des filtres supraconducteurs utilisés dans les stations de base cellulaires exploitées par les compagnies de téléphonie mobile.

## Composants de base
La structure la plus simple qui peut être mise en œuvre est un échelon dans l'impédance caractéristique de la ligne, qui introduit une discontinuité dans les caractéristiques de transmission. Dans les technologies planaires, cela se fait par une modification de la largeur de la ligne de transmission. La figure 4(a) montre une augmentation de l'impédance (les lignes plus étroites ont une impédance plus élevée). Un abaissement de l'impédance serait l'image miroir de la figure 4(a). La discontinuité peut être représentée approximativement comme une inductance en série ou, plus exactement, comme un circuit T passe-bas, comme le montre la figure 4(a). Les discontinuités multiples sont souvent couplées ensemble avec des transformateurs d'impédance pour produire un filtre d'ordre supérieur. Ces transformateurs d'impédance peuvent être juste une courte (souvent λ/4) longueur de ligne de transmission. Ces structures composites peuvent implémenter n'importe quelle famille de filtres (Butterworth, Tchebychev, etc.) en approximant la fonction de transfert rationnelle du filtre à éléments localisés correspondant. Cette correspondance n'est pas exacte puisque les circuits à éléments distribués ne peuvent pas être rationnels. C'est la raison principale de la divergence entre le comportement des éléments localisés et celui des éléments distribués. Les transformateurs d'impédance sont également utilisés dans les mélanges hybrides de filtres à éléments localisés et distribués (les structures dites semi-lumpées).
1. Une impédance abrupte en escalier[35].
2. Une ligne qui se termine brusquement[35].
3. Un trou ou une fente dans une ligne[37].
4. Une demi-fente transversale dans la ligne[38].
5. Une fente dans la ligne[38].

Figure 4. Plus d'éléments stripline et leurs équivalents à éléments localisés.

Un autre composant très courant des filtres à éléments distribués est le stub. Sur une gamme étroite de fréquences, un stub peut être utilisé comme un condensateur ou une inductance (son impédance est déterminée par sa longueur) mais sur une large bande, il se comporte comme un résonateur. Les stubs en court-circuit, d'une longueur nominale d'un quart de longueur d'onde (figure 3(a)) se comportent comme des antirésonateurs (en) LC en dérivation, et un stub en circuit ouvert d'une longueur nominale d'un quart de longueur d'onde (figure 3(b)) se comporte comme un résonateur LC en série. Les stubs peuvent également être utilisés en conjonction avec des transformateurs d'impédance pour construire des filtres plus complexes et, comme on peut s'y attendre en raison de leur nature résonante, ils sont très utiles dans les applications passe-bande. Si les stubs en circuit ouvert sont plus faciles à fabriquer dans les technologies planaires, ils présentent l'inconvénient que la terminaison s'écarte considérablement d'un circuit ouvert idéal (voir figure 4(b)), ce qui conduit souvent à préférer les stubs en circuit court (l'un peut toujours être utilisé à la place de l'autre en ajoutant ou en soustrayant λ/4 à la longueur).
Un résonateur hélicoïdal (en) est similaire à un stub, en ce sens qu'il nécessite un modèle à éléments distribués pour le représenter, mais il est en fait construit à l'aide d'éléments localisés. Ils sont construits dans un format non plan et consistent en une bobine de fil, sur un formateur et un noyau, et connectée seulement à une extrémité. Le dispositif se trouve généralement dans une boîte blindée avec un trou sur le dessus pour ajuster le noyau. Son aspect physique est souvent très similaire à celui des résonateurs LC en bloc utilisés dans un but similaire. Ils sont plus utiles dans les bandes VHF supérieures et UHF inférieures alors que les stubs sont plus souvent appliqués dans les bandes UHF supérieures et SHF.
Les lignes couplées (figures 3(c-e)) peuvent également être utilisées comme éléments de filtrage ; comme les stubs, elles peuvent agir comme des résonateurs et, de même, être terminées en court-circuit ou en circuit ouvert. Les lignes couplées ont tendance à être préférées dans les technologies planaires, où elles sont faciles à mettre en œuvre, alors que les stubs ont tendance à être préférés ailleurs. La mise en œuvre d'un véritable circuit ouvert dans la technologie planaire n'est pas possible en raison de l'effet diélectrique du substrat qui fera toujours en sorte que le circuit équivalent contienne une capacité de dérivation. Malgré cela, les circuits ouverts sont souvent utilisés dans les formats planaires de préférence aux circuits courts car ils sont plus faciles à mettre en œuvre. De nombreux types d'éléments peuvent être classés comme des lignes couplées et une sélection des plus courants est présentée dans les figures.
Certaines structures courantes sont illustrées aux figures 3 et 4, ainsi que leurs équivalents à éléments localisés. Ces approximations d'éléments localisés ne doivent pas être considérées comme des circuits équivalents, mais plutôt comme un guide du comportement des éléments distribués sur une certaine gamme de fréquences. Les figures 3(a) et 3(b) montrent un stub en court-circuit et en circuit ouvert, respectivement. Lorsque la longueur du stub est λ/4, ceux-ci se comportent, respectivement, comme des anti-résonateurs et des résonateurs et sont donc utiles, respectivement, comme éléments de filtres passe-bande et coupe-bande. La figure 3(c) montre une ligne court-circuitée couplée à la ligne principale. Cette ligne se comporte également comme un résonateur, mais elle est généralement utilisée dans des applications de filtres passe-bas dont la fréquence de résonance est bien en dehors de la bande concernée. Les figures 3(d) et 3(e) montrent des structures de lignes couplées qui sont toutes deux utiles dans les filtres passe-bande. Les structures des figures 3(c) et 3(e) ont des circuits équivalents impliquant des stubs placés en série avec la ligne. Une telle topologie est facile à mettre en œuvre dans les circuits à fils ouverts mais pas avec une technologie planaire. Ces deux structures sont donc utiles pour mettre en œuvre un élément série équivalent.

## Filtres passe-bas

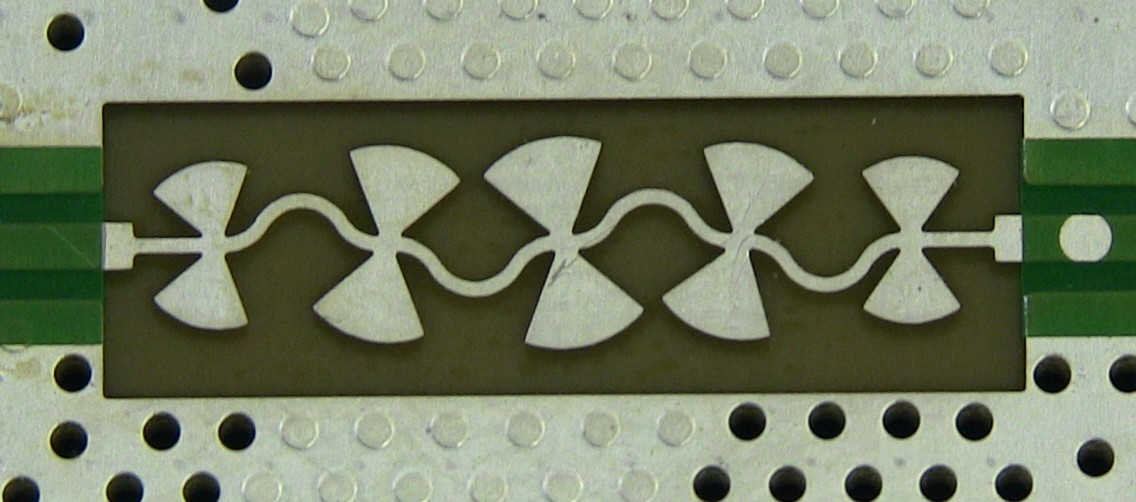
Un filtre passe-bas microbande implémenté avec des nœuds papillon dans un analyseur de spectre Agilent N9344C de 20 GHz.

Figure 5. Filtre passe-bas à impédance échelonnée formé de sections de ligne alternées à haute et basse impédance

Un filtre passe-bas peut être implémenté assez directement à partir d'un prototype à éléments localisés de topologie en échelle (en) avec le filtre à impédance étagée illustré à la figure 5. Il s'agit également d'une conception à lignes en cascade. Le filtre est constitué de sections alternées de lignes à haute et basse impédance qui correspondent aux inductances en série et aux condensateurs en dérivation dans l'implémentation à éléments localisés. Les filtres passe-bas sont couramment utilisés pour alimenter les composants actifs en courant continu. Les filtres destinés à cette application sont parfois appelés des chokes. Dans de tels cas, chaque élément du filtre a une longueur de λ/4 (où λ est la longueur d'onde du signal de la ligne principale à bloquer de la transmission dans la source de courant continu) et les sections à haute impédance de la ligne sont faites aussi étroites que la technologie de fabrication le permet afin de maximiser l'inductance. Des sections supplémentaires peuvent être ajoutées en fonction des performances du filtre, tout comme elles le feraient pour la contrepartie à éléments localisés. En plus de la forme plane présentée, cette structure est particulièrement bien adaptée aux implémentations coaxiales avec des disques alternés de métal et d'isolant enfilés sur le conducteur central,,.

Figure 6. Une autre forme de filtre passe-bas à impédance échelonnée incorporant des résonateurs shunt.

La figure 6 présente un exemple plus complexe de conception à impédance échelonnée. Là encore, les lignes étroites sont utilisées pour mettre en œuvre les inductances et les lignes larges correspondent aux condensateurs, mais dans ce cas, la contrepartie à éléments localisés comporte des résonateurs connectés en dérivation sur la ligne principale. Cette topologie peut être utilisée pour concevoir des filtres elliptiques ou des filtres de Tchebychev avec des pôles d'atténuation dans la bande d'arrêt. Cependant, le calcul des valeurs des composants de ces structures est un processus complexe et les concepteurs choisissent souvent de les mettre en œuvre sous forme de filtres type-m (en), qui fonctionnent bien et sont beaucoup plus faciles à calculer. L'incorporation de résonateurs a pour but d'améliorer la réjection de la bande d'arrêt (en). Cependant, au-delà de la fréquence de résonance du résonateur le plus élevé, la réjection de la bande d'arrêt commence à se détériorer car les résonateurs se rapprochent du circuit ouvert. Pour cette raison, les filtres construits selon cette conception ont souvent un condensateur supplémentaire à impédance échelonnée unique comme élément final du filtre. Ceci assure également une bonne réjection à haute fréquence,,.

Figure 7. Filtres passe-bas construits à partir de.

Une autre technique de conception passe-bas courante consiste à mettre en œuvre les condensateurs shunt sous forme de stubs dont la fréquence de résonance est fixée au-dessus de la fréquence de fonctionnement, de sorte que l'impédance du stub est capacitive dans la bande passante. Cette mise en œuvre a une contrepartie à éléments localisés de forme générale similaire au filtre de la figure 6. Lorsque l'espace le permet, les stubs peuvent être placés de part et d'autre de la ligne principale, comme le montre la figure 7(a). Le but est d'éviter le couplage entre les stubs adjacents qui nuit aux performances du filtre en modifiant la réponse en fréquence. Cependant, une structure avec tous les stubs du même côté est toujours une conception valide. Si le stub doit être une ligne à très faible impédance, il peut être d'une largeur peu pratique. Dans ce cas, une solution possible consiste à connecter deux stubs plus étroits en parallèle. C'est-à-dire que chaque position de stub a un stub des deux côtés de la ligne. Un inconvénient de cette topologie est que des modes résonants transversaux supplémentaires sont possibles le long de la longueur λ/2 de la ligne formée par les deux stubs ensemble. Pour une conception de self, l'exigence est simplement de rendre la capacité aussi grande que possible, pour laquelle la largeur maximale du stub de λ/4 peut être utilisée avec des stubs en parallèle des deux côtés de la ligne principale. Le filtre résultant ressemble assez au filtre à impédance échelonnée de la figure 5, mais il a été conçu sur des principes complètement différents. Une difficulté liée à l'utilisation de stubs aussi larges est que le point auquel ils sont connectés à la ligne principale est mal défini. Un stub qui est étroit par rapport à λ peut être considéré comme étant connecté sur sa ligne centrale et les calculs basés sur cette hypothèse prédiront avec précision la réponse du filtre. Pour un stub large, cependant, les calculs qui supposent que la branche latérale est connectée en un point défini de la ligne principale conduisent à des inexactitudes car ce n'est plus un bon modèle du modèle de transmission. Une solution à cette difficulté consiste à utiliser des stubs radiaux au lieu de stubs linéaires. Une paire de stubs radiaux en parallèle (un de chaque côté de la ligne principale) est appelée stub papillon (voir figure 7(b)). Un groupe de trois tronçons radiaux en parallèle, qui peut être réalisé à l'extrémité d'une ligne, s'appelle un tronçon en forme de trèfle,.

## Filtres passe-bande
Un filtre passe-bande peut être construit en utilisant n'importe quel élément qui peut résonner. Les filtres utilisant des stubs peuvent clairement être réalisés en passe-bande ; de nombreuses autres structures sont possibles et certaines sont présentées ci-dessous.
Un paramètre important lorsqu'on parle de filtres passe-bande est la largeur de bande fractionnelle. Elle est définie comme le rapport entre la bande passante et la fréquence centrale géométrique. L'inverse de cette quantité est appelé le facteur Q, Q. Si ω1 et ω2 sont les fréquences des bords de la bande passante, alors :
bande passante {\displaystyle \Delta \omega =\omega _{2}-\omega _{1}\,},
fréquence centrale géométrique {\displaystyle \omega _{0}={\sqrt {\omega _{1}\omega _{2}}}} et
{\displaystyle Q={\frac {\omega _{0}}{\Delta \omega }}}

### Filtre à écarts capacitifs

Figure 8. Filtre à bande à espacement capacitif

La structure d'espacement capacitif consiste en des sections de ligne d'environ λ/2 de longueur qui agissent comme des résonateurs et sont couplées "en bout" par des espaces dans la ligne de transmission. Elle est particulièrement adaptée aux formats planaires, est facilement mise en œuvre avec la technologie des circuits imprimés et présente l'avantage de ne pas prendre plus de place qu'une ligne de transmission ordinaire. La limitation de cette topologie est que les performances (en particulier la perte d'insertion (en)) se détériorent avec l'augmentation de la largeur de bande fractionnée et que des résultats acceptables ne sont pas obtenus avec un Q inférieur à 5 environ. Une autre difficulté liée à la production de modèles à faible Q est que la largeur de l'espace doit être plus petite pour des largeurs de bande fractionnées plus importantes. La largeur minimale des intervalles, comme la largeur minimale des pistes (en), est limitée par la résolution de la technologie d'impression,.

### Filtre à lignes couplées en parallèle

Figure 9. Filtre à lignes parallèles couplées par une ligne à bandse. Ce filtre est généralement imprimé en angle, comme illustré, afin de minimiser l'espace occupé sur la carte, bien que cela ne soit pas une caractéristique essentielle de la conception. Il est également courant que l'élément d'extrémité ou les moitiés superposées des deux éléments d'extrémité soient d'une largeur plus étroite à des fins d'adaptation (non représenté sur ce schéma, voir la figure 1).

Les lignes couplées en parallèle sont une autre topologie populaire pour les cartes imprimées, pour lesquelles les lignes en circuit ouvert sont les plus simples à mettre en œuvre puisque la fabrication ne consiste en rien d'autre que la piste imprimée. La conception consiste en une rangée de résonateurs λ/2 parallèles, mais le couplage sur seulement λ/4 à chacun des résonateurs voisins, formant ainsi une ligne décalée comme le montre la figure 9. Des bandes passantes fractionnelles plus larges sont possibles avec ce filtre qu'avec le filtre capacitif à espacement, mais un problème similaire se pose sur les cartes imprimées car la perte diélectrique réduit le Q. Les lignes à Q plus faible nécessitent un couplage plus étroit et des espaces plus petits entre elles, ce qui est limité par la précision du processus d'impression. Une solution à ce problème consiste à imprimer la piste sur plusieurs couches, les lignes adjacentes se chevauchant mais n'étant pas en contact car elles se trouvent sur des couches différentes. De cette façon, les lignes peuvent être couplées sur leur largeur, ce qui donne un couplage beaucoup plus fort que lorsqu'elles sont bord à bord, et un espace plus grand devient possible pour les mêmes performances.

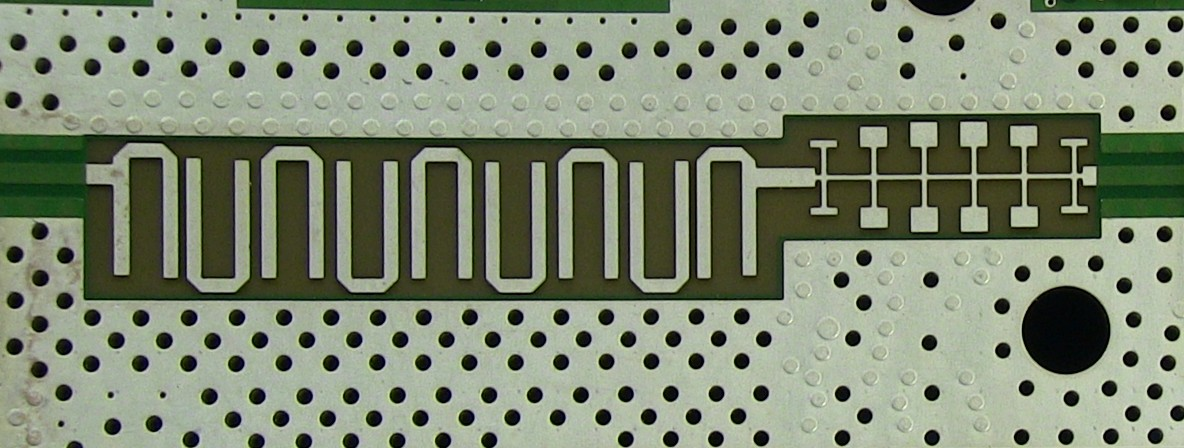
Un filtre microstrip en épingle à cheveux suivi d'un filtre passe-bas sur un circuit imprimé dans un analyseur de spectre Agilent N9344C de 20 GHz.

Pour d'autres technologies (non imprimées), les lignes à court-circuit peuvent être préférées car le court-circuit fournit un point de fixation mécanique pour la ligne et les isolants diélectriques réducteurs de Q ne sont pas nécessaires pour le support mécanique. Hormis pour des raisons mécaniques et d'assemblage, il y a peu de préférence pour les lignes couplées en circuit ouvert par rapport aux lignes couplées en court-circuit. Les deux structures peuvent réaliser la même gamme d'implémentations de filtres avec les mêmes performances électriques. En théorie, les deux types de filtres couplés en parallèle ne présentent pas de bandes passantes parasites à deux fois la fréquence centrale, comme c'est le cas dans de nombreuses autres topologies de filtres (par exemple, les stubs). Cependant, la suppression de cette bande passante parasite nécessite un accord parfait des lignes couplées, ce qui n'est pas réalisable en pratique, de sorte qu'il existe inévitablement une bande passante parasite résiduelle à cette fréquence,,.

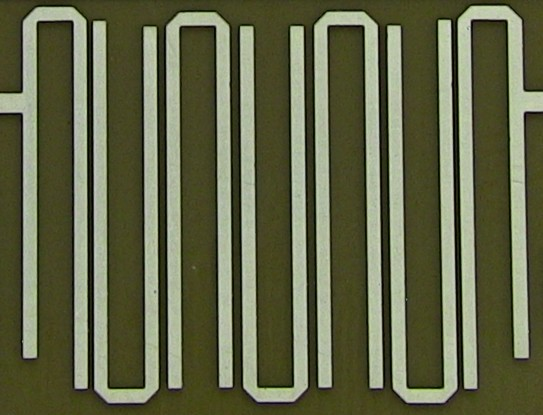
Un filtre PCB microstrip en épingle à cheveux implémenté dans un analyseur de spectre Agilent N9344C

Le filtre en épingle à cheveux est une autre structure qui utilise des lignes couplées en parallèle. Dans ce cas, chaque paire de lignes couplées en parallèle est reliée à la paire suivante par un lien court. Les formes en "U" ainsi formées sont à l'origine du nom de filtre en épingle à cheveux. Dans certaines conceptions, la liaison peut être plus longue, donnant une épingle à cheveux large avec une action de transformateur d'impédance λ/4 entre les sections.

Figure 10. Filtre en épingle à cheveux stripline

Les coudes angulaires de la figure 10 sont courants dans les conceptions de lignes à rubans et représentent un compromis entre un angle droit aigu, qui produit une discontinuité importante, et un coude lisse, qui occupe une plus grande surface de carte, laquelle peut être sévèrement limitée dans certains produits. De tels coudes sont souvent observés dans les longs stubs où ils ne pourraient pas être intégrés dans l'espace disponible. Le circuit équivalent à éléments localisés de ce type de discontinuité est similaire à une discontinuité à impédance échelonnée. Des exemples de tels stubs sont visibles sur les entrées de polarisation de plusieurs composants sur la photo en haut de l'article,.

### Filtre interdigital

Figure 11. Filtre interdigital stripline

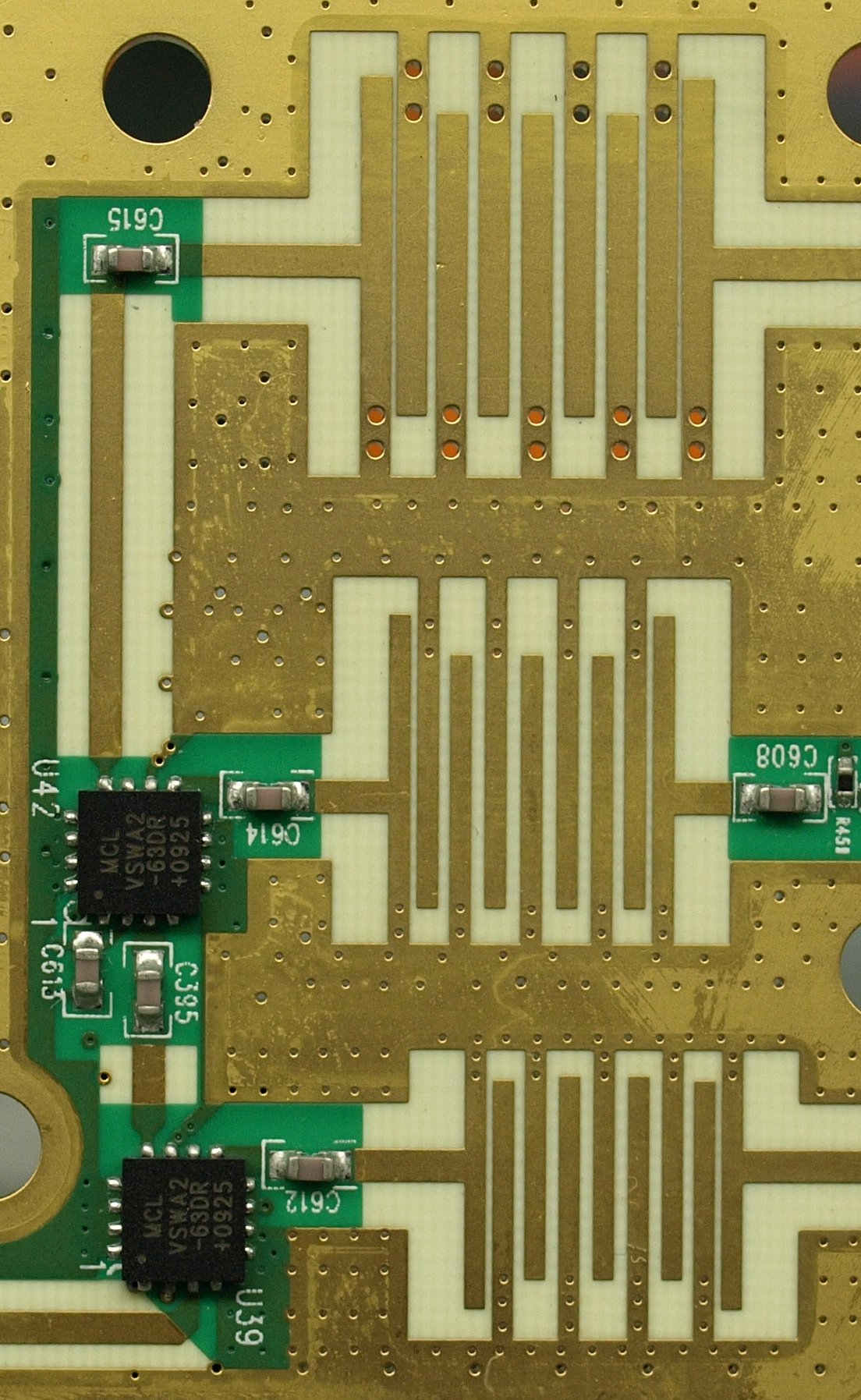
Trois filtres de ligne à couplage interdigital d'un circuit imprimé d'analyseur de spectre.

Les filtres interdigités sont une autre forme de filtre à lignes couplées. Chaque section de ligne a une longueur d'environ λ/4 et se termine en court-circuit à une seule extrémité, l'autre extrémité étant laissée en circuit ouvert. L'extrémité qui est court-circuitée alterne sur chaque section de ligne. Cette topologie est simple à mettre en œuvre dans les technologies planaires, mais se prête aussi particulièrement bien à un assemblage mécanique de lignes fixées à l'intérieur d'un boîtier métallique. Les lignes peuvent être des tiges circulaires ou des barres rectangulaires, et l'interfaçage avec une ligne de format coaxial est facile. Comme pour le filtre à lignes couplées en parallèle, l'avantage d'un montage mécanique qui ne nécessite pas d'isolants pour le support est que les pertes diélectriques sont éliminées. L'exigence d'espacement entre les lignes n'est pas aussi stricte que dans la structure à lignes parallèles ; il est donc possible d'obtenir des largeurs de bande fractionnées plus élevées et des valeurs Q aussi basses que 1.4 sont atteignables,.
Le filtre à ligne en peigne est similaire au filtre interdigital en ce qu'il se prête à un assemblage mécanique dans un boîtier métallique sans support diélectrique. Dans le cas de la ligne en peigne, toutes les lignes sont court-circuitées à la même extrémité plutôt qu'à des extrémités alternées. Les autres extrémités sont terminées par des condensateurs à la terre, et la conception est donc classée comme semi-démontée. Le principal avantage de cette conception est que la bande d'arrêt supérieure peut être très large, c'est-à-dire exempte de bandes passantes parasites à toutes les fréquences intéressantes.

### Filtres passe-bande à tronçons

Figure 12. Filtre à talon en ligne composé de talons en court-circuit λ/4

Comme mentionné ci-dessus, les stubs se prêtent à des conceptions passe-bande. Les formes générales de ces derniers sont similaires aux filtres passe-bas à stub, sauf que la ligne principale n'est plus une ligne étroite à haute impédance. Les concepteurs peuvent choisir parmi de nombreuses topologies de filtres à stub, dont certaines produisent des réponses identiques. Un exemple de filtre à stub est illustré à la figure 12 ; il consiste en une rangée de stubs de court-circuit λ/4 couplés entre eux par des transformateurs d'impédance λ/4.
Les stubs dans le corps du filtre sont des stubs à double parallélisme alors que les stubs sur les sections d'extrémité ne sont que des simples, une disposition qui présente des avantages d'adaptation d'impédance. Les transformateurs d'impédance ont pour effet de transformer la rangée d'anti-résonateurs shunt en une échelle de résonateurs série et d'anti-résonateurs shunt. Un filtre aux propriétés similaires peut être construit avec des stubs λ/4 en circuit ouvert placés en série avec la ligne et couplés ensemble avec des transformateurs d'impédance λ/4, bien que cette structure ne soit pas possible dans les technologies planaires.
Une autre structure disponible encore est celle des stubs en circuit ouvert λ/2 à travers la ligne couplés avec des transformateurs d'impédance λ/4. Cette topologie possède à la fois des caractéristiques passe-bas et passe-bande. Comme elle passe le courant continu, il est possible de transmettre des tensions de polarisation aux composants actifs sans avoir besoin de condensateurs de blocage. De plus, comme les liaisons de court-circuit ne sont pas nécessaires, aucune opération d'assemblage autre que l'impression de la carte n'est requise lorsqu'elle est mise en œuvre sous forme de stripline. Les inconvénients sont les suivants
1. le filtre prendra plus de place sur la carte que le filtre correspondant λ/4 stub, puisque les stubs sont tous deux fois plus longs ;
2. la première bande passante parasite est à 2ω0, par opposition à 3ω0 pour le filtre λ/4 stub[64].

Figure 13. Embout papillon de 60° de Konishi

Konishi décrit un filtre passe-bande large bande de 12 GHz, qui utilise des stubs papillon de 60° et présente également une réponse passe-bas (des stubs de court-circuit sont nécessaires pour éviter une telle réponse). Comme c'est souvent le cas avec les filtres à éléments distribués, la forme de bande dans laquelle le filtre est classé dépend largement des bandes souhaitées et de celles qui sont considérées comme parasites.

## Filtres passe-haut
Les véritables filtres passe-haut sont difficiles, voire impossibles, à mettre en œuvre avec des éléments distribués. L'approche de conception habituelle consiste à partir d'une conception passe-bande, mais à faire en sorte que la bande d'arrêt supérieure se produise à une fréquence si élevée qu'elle ne présente aucun intérêt. De tels filtres sont décrits comme des filtres pseudo passe-haut et la bande d'arrêt supérieure est décrite comme une bande d'arrêt vestigiale. Même les structures qui semblent avoir une topologie passe-haut "évidente", comme le filtre capacitif à espace de la figure 8, se révèlent être des filtres passe-bande lorsqu'on examine leur comportement pour les très courtes longueurs d'onde.